# モモ (象)
モモ（2004年3月2日 - 2005年4月25日）は、神戸市立王子動物園で飼育されていたメスのアジアゾウである。このゾウは、日本で初めて誕生したインドゾウとして知られている。

## 生涯
2004年3月2日、神戸市立王子動物園にて父親「マック」と母親「ズゼ」の間に一頭のメスの子象が誕生した。母親ズゼには以前も妊娠、出産の経験があったが、その時は死産だった。体高約100cm、体重約124kgで誕生した元気な子象は、母親のズゼが初産で子育てが上手く行えなかったため、動物園側の判断で人工保育で育てられることになった。インドゾウ（アジアゾウ）初めての誕生例はこの子象であり、後に「モモ」と名付けられた。
その後もモモは順調に生育していたが、11月20日運動場でサッカーボール遊びをしていた最中に足を痛めた。同日は何事もなかったが次の日寝たままの姿勢から立ち上がれなくなった。右前足の骨折をし懸命な闘病生活をしていたが、2005年4月25日容態が急変し死亡した。1歳2ヶ月だった。